# 55Stones
55Stones (55 sassi) è un gioco da tavolo astratto inventato nel 2002 dall'esperto di mancala tedesco Ralf Gering. Il gioco fu inizialmente concepito per presentarlo alla Simultaneous Game Design Competition sponsorizzata da About Board Games e dalla rivista Abstract Games; fu poi ritirato dalla competizione perché Gering fu scelto come membro della giuria. Il gioco acquisì in seguito popolarità attraverso Internet; secondo BoardGameGeek è attualmente uno dei mancala moderni non commerciali più noti, ed è descritto e giocato online sui più noti server dedicati ai giochi astratti (BoardGameGeek, Super Duper Games).
55Stones ha molte caratteristiche insolite:
- è uno dei pochi mancala ad una sola fila di buche; fra i pochissimi altri mancala con questa caratteristica compaiono Atomic Wari e Sowing, oltre ad alcuni solitari come lo Tchuca Ruma o Tchoukaillon;
- tutte le mosse sono giocate simultaneamente sul tavoliere; l'unico altro mancala con questa caratteristica è Agsinnoninka (gioco tradizionale filippino Tuttavia, diversamente da Agsinnoninka, 55Stones è un gioco a informazione completa.
- per rendere il gioco più equilibrato si applica la regola della torta.

## Regole

### Tavoliere e disposizione iniziale
55Stones è giocato su un tavoliere da mancala con una sola fila di 11 buche. Il tavoliere può comprendere una buca aggiuntiva, in cui deporre i pezzi catturati; questa buca tuttavia non influisce sulle regole del gioco e non verrà ulteriormente menzionata in questa spiegazione.
All'inizio del gioco, 5 pietre vengono posizionate in ciascuna delle 11 buche, per un totale di 55 pietre (da cui il nome del gioco). I giocatori siedono all'estremità del tavoliere.
|  | 5 | 5 | 5 | 5 | 5 | 5 | 5 | 5 | 5 | 5 | 5 |

### Turno
Per ogni turno, un giocatore ha sente (termine del Go che significa "iniziativa") e l'altro ha gote ("difensiva"). Il giocatore che ha sente ha diritto a scegliere per primo da quale buca prelevare i pezzi da seminare; immediatamente dopo, il giocatore che ha gote sceglie a sua volta. Le buche scelte devono contenere almeno 2 pietre. Dopo che entrambi i giocatori hanno scelto, iniziano a seminare, una pietra per volta, contemporaneamente (il primo giocatore depone la prima pietra mentre il secondo depone la prima, poi entrambi depongono la seconda, e via dicendo). La semina avviene a partire dalla buca successiva a quella da cui si è prelevato, procedendo in avanti verso l'avversario; se la semina raggiunge l'ultima buca del tavoliere, continua nel senso opposto. Se l'ultima pietra di una semina cade in una buca non vuota, il contenuto della buca stessa viene raccolto (compresa la pietra appena deposta), e la semina prosegue (semina a staffetta). Si considera non vuota anche una buca in cui l'avversario abbia deposto una pietra nello stesso momento.
Se due giocatori depongono l'ultima pietra nella stessa buca, il turno è terminato. Altrimenti, il turno termina quando uno dei due giocatori deposita l'ultima pietra che ha in mano in una buca vuota. In questo caso il giocatore pronuncia stop, e le pietre rimaste in mano all'avversario vengono catturate.
Se nel turno non avviene nessuna cattura, il giocatore che ha sente lo mantiene anche per il turno successivo. Se invece è stata effettuata una cattura (non importa da chi), il giocatore che aveva gote avrà sente nel turno successivo.

### Regola della torta
Quando avviene la prima cattura della partita, il giocatore che ha avuto sente decide se scambiare la propria posizione con quella dell'avversario; in caso affermativo, il tavoliere viene ruotato di 180°, il ruolo di sente/gote viene invertito,  e i pezzi catturati passano di mano. Questa è una cosiddetta regola della torta che ha lo scopo di bilanciare il vantaggio del giocatore che ha gote.

### Conclusione del gioco
Il gioco si conclude quando non è più possibile effettuare una mossa simultanea. Se nessun giocatore può più effettuare mosse legali (nessuna buca ha almeno 2 pietre), le pietre che rimangono sul tavoliere sono catturate dal giocatore che ha avuto gote nell'ultima mossa. Se invece c'è ancora almeno una buca con due pietre, le pietre restanti sono catturate dal giocatore che ha sente.
Vince il giocatore che ha catturato più pietre. Poiché i semi sono in tutto 55, catturarne 28 è sufficiente per assicurarsi la vittoria, e la partita non può finire in pareggio. Non è ancora stato appurato se sia possibile una situazione di stallo dovuta a mosse che (per via del meccanismo della staffetta) si rivelano infinite.

## Varianti
33Stones
Lo stesso gioco con 3 pietre per buca nella situazione iniziale viene chiamato 33Stones, ed è spesso proposto come variante per principianti.
55Stones con cattura "misère"
Le regole per le catture sono invertite. Il giocatore che ha ancora pietre in mano quando il suo avversario raggiunge una buca vuota cattura queste pietre. Il giocatore che ha svuotato l'ultima buca alla fine del gioco, perde tutte le pietre che non possono essere giocate. Viene applicata una diversa regola della torta: ovvero il giocatore che ha avuto sente può chiedere di invertire le posizioni alla fine del primo turno (a prescindere che siano state fatte catture o meno).